# 馬爾多納多市

馬爾多納多市（西班牙語：Municipio Maldonado），是委內瑞拉的一個市，位於該國西南部塔奇拉州，首府設於拉滕迪達，面積533平方公里，海拔高度110米，2011年人口16,398，人口密度每平方公里30.77人。